# 君達星
君達星（英語：Amazing Star，2014年9月10日—2021年12月12日），是一匹曾在香港出賽的賽駒，早期練馬師是蘇偉賢，後期是丁冠豪，為2019/2020馬季最大進步馬匹。

## 簡介
2017年10月8日，「君達星」於香港首次出賽。
2017年11月5日，「君達星」打開其在港的勝利之門。
2018年7月24日，「君達星」從蘇偉賢馬房轉投丁冠豪馬房。
2019/2020馬季，「君達星」在潘頓胯下取得四捷，皆在跑馬地馬場1200米賽事取得。牠的評分由58分增至100分，成爲2019/2020年度最大進步馬匹。
2021年4月5日，波健士策騎「君達星」勝出國際二級賽短途錦標。在這場賽事中，「君達星」以179倍爆大冷勝出，刷新了香港的國際分級賽最冷頭馬記錄。此外，這場賽事帶給練馬師丁冠豪從練以來首場分級賽勝利，以及騎師波健士在港的首場分級賽勝利。賽後，丁冠豪表示「君達星」報名後無人索騎，而這場贏出的賽果更是難以置信。
2021年12月12日，「君達星」出戰國際一級賽香港短途錦標，在轉入最後一個彎位時馬失前蹄倒地，並將騎師希威森拋下，及後「君達星」和「肥仔叻叻」因傷勢太重而遭人道毀滅。「君達星」在被譽為香港賽馬年度盛事的香港國際賽事中發生致命意外離世後，迅即引起了香港大眾和媒體對香港賽馬的關注，當中有報道指出「君達星」近年有多項傷患記錄，在去年二月及五月均被評定「表現難以接受」，質疑讓帶有傷患的賽駒出賽有虐待動物之嫌。

## 在港勝出賽事全紀錄
| 比賽日期   | 賽事名稱   | 賽事班次    | 賽道 | 賽事路程 | 比賽馬場   | 名次 | 完成時間 | 騎師   |
| ---------- | ---------- | ----------- | ---- | -------- | ---------- | ---- | -------- | ------ |
| 05/11/2017 | KATE讓賽   | 第四班（R） | 草地 | 1200米   | 沙田馬場   | 1    | 1:08.90  | 潘頓   |
| 20/11/2019 | 蒲公英讓賽 | 第四班      | 草地 | 1200米   | 跑馬地馬場 | 1    | 1:08.92  | 潘頓   |
| 18/12/2019 | 金星讓賽   | 第三班      | 草地 | 1200米   | 跑馬地馬場 | 1    | 1:08.75  | 潘頓   |
| 29/01/2020 | 司徒拔讓賽 | 第二班      | 草地 | 1200米   | 跑馬地馬場 | 1    | 1:08.99  | 潘頓   |
| 18/03/2020 | 海棠讓賽   | 第二班      | 草地 | 1200米   | 跑馬地馬場 | 1    | 1:09.09  | 潘頓   |
| 23/09/2020 | 大浪灣讓賽 | 第二班      | 草地 | 1200米   | 跑馬地馬場 | 1    | 1:08.61  | 周俊樂 |
| 05/04/2021 | 短途錦標   | G2          | 草地 | 1200米   | 沙田馬場   | 1    | 1:08.24  | 波健士 |

## 在港一級賽出賽全紀錄
| 比賽日期   | 賽事名稱           | 賽事班次 | 賽道 | 賽事路程 | 比賽馬場 | 名次 | 完成時間 | 騎師   |
| ---------- | ------------------ | -------- | ---- | -------- | -------- | ---- | -------- | ------ |
| 13/12/2020 | 浪琴表香港短途錦標 | G1       | 草地 | 1200米   | 沙田馬場 | 9    | 1:09.24  | 潘頓   |
| 24/01/2021 | 百週年紀念短途盃   | G1       | 草地 | 1200米   | 沙田馬場 | 11   | 1:09.27  | 何澤堯 |
| 25/04/2021 | 主席短途獎         | G1       | 草地 | 1200米   | 沙田馬場 | 13   | 1:10.51  | 波健士 |
| 12/12/2021 | 浪琴表香港短途錦標 | G1       | 草地 | 1200米   | 沙田馬場 | FE   | 不適用   | 希威森 |

## 外部連結
- . 2021-04-05  [2021-04-05].